# Cisalpinska republika
Cisalpinska republika (italijansko Repubblica Cisalpina) je bila francoska sestrska republika v sedanji severni Italiji in je obstajala od leta 1797 do 1802.

## Nastanek
Po bitki pri Lodiju v maju 1796 je francoski general Napoleon Bonaparte ustanovil dve državi, Cispadansko republiko južno in Transpadansko republiko severno od reke Pad. Te dve sta se dne 29. junija 1797 skupaj s pokrajino Novaro združili v enotno Cisalpinsko republiko z Milanom kot glavnim mestom. Avstrija je potrdila novo politično tvorbo s podpisom campoformijskega mirovnega sporazuma 17. oktobra istega leta v zameno za pridobitev dela ozemlja ukinjene Beneške republike.

## Obseg
Cisalpinska republika je bila sestavljena iz nekdanjega Milanskega vojvodstva, delov Beneške republike zahodno od reke Adiže, Modenskega vojvodstva, dela Papeške države in pokrajine Novare. Republika je obsegala površino več kot 42.500 kv. kilometrov in imela več kot 3 milijone prebivalstva. Njeno gospodarstvo je temeljilo na poljedelstvu in živinoreji, z nekaj manjše industrije, v glavnem sviloprejstva.
Nova vlada si je zadala cilj združiti vse italijansko ozemlje v enotno državo, zaradi česar je prišlo do trenja s Helvetsko republiko (sedanjo Švico). Tako je republika zasedla področje Campione d'Italia. Valtellina se je z uporom proti Graubündnu pridružila republiki, medtem ko je poskus zasedbe Lugana propadel.

## Politična razdelitev
Ustanove nove republike so bile zelo podobne francoskim. Ozemlje je bilo porazdeljeno na departmaje, ki so volili mirovne sodnike, magistrate in elektorje. Zadnji so volili dva zbora: Seniori (Stari) in Giuniori (Mladi). Prvi zbor je potrjeval zakone in spremembe k ustavi, drugi pa jih je predlagal.
Direktorij je vključevalo pet ministrov in je predstavljalo izvršno oblast; glavno moč je imel vsekakor poveljnik francoskih vojaških enot.
Nova ustava, navdahnjena s francosko, je bila razglašena 7. julija 1797.
11. maja 1798 je republika sprejela za svojo zastavo kvadratno trikoloro.

## Sporazum o zavezništvu
Cisalpinska republika je sicer bila neodvisna država, vendar je bila z zavezniškim sporazumom učinkovito podvržena Franciji. Direktorij je sporazum poslal Mlajšemu zboru v odobritev, ki ni soglašal s pogoji, na koncu pa ga je pod prisilo francoskega generala Berthiera vendarle sprejel. Starejši zbor je temu kljuboval z razlogom, da nova država nima denarja za zahtevane pogoje. Berthier je grozil z vojaško vlado, vendar je bil zamenjan z generalom Brunejem. Ta je po zamenjavi nekaterih članov obeh zborov dosegel podpis sporazuma, ki se je zgodil 8. junija 1798. Tako so Francozi imeli dejanski nadzor nad lokalnimi oblastmi, katerim so pustili 25,000 vojakov, plačanih s strani republike. Cisalpinci so prav tako oblikovali vojsko 35,000 ljudi za sodelovanje pri francoskih bojnih pohodih.

## Druga republika
Po francoskem porazu proti Drugi koaliciji avgusta 1799 so republiko začasno okupirale avstrijske sile. Le-te so se morale umakniti iz države 2. junija 1800, po zmagi Napoleona v bitki pri Marengu, republika pa je bila obnovljena 9. februarja 1801, po lunévillskem mirovnem sporazumu. Njeno ozemlje se je še razširilo na račun dela Benečije in Papeške države. Januarja 1802 se je Cisalpinska republika preimenovala v Italijansko republiko, kasnejše Italijansko kraljestvo (1805 - 1814).